# 英國空軍部 (1918年)
英國空軍部（英語：Air Ministry）是英國政府的一個部門，負責管理英國皇家空軍之事務，該部門存在於1918年至1964年。英國空軍部隸屬於英國空軍大臣之管理。